# MTV 뉴스

MTV 로고.

MTV 뉴스(MTV News)는 MTV의 뉴스 사업 부문이다. 1980년대 후반 커트 로더가 진행하는 《The Week In Rock》라는 프로그램으로 시작하였다.